# Beami
Le beami (aussi appelé bedamini, bedamuni, biami, mougulu, piame) est une langue papoue de Papouasie-Nouvelle-Guinée faisant partie des langues bosavi.

## Utilisation
Il est parlé par 5 000 personnes 2006, principalement à l'est de Nomad dans la Province de l'Ouest et dans la province des Hautes-Terres méridionales.
Le taux d'alphabétisation de ses locuteurs l'ayant en langue maternelle est de 5 à 15 %, et de 15 à 25 % pour ceux l'ayant apprise en tant que seconde langue.

## Caractéristiques
Le beami s'écrit avec l'alphabet latin.
Le komofio et le beami du Nord en sont des dialectes.